# Illa de Beechey
L'illa de Beechey (en anglès Beechey Island) és una petita illa situada a l'arxipèlag àrtic canadenc, molt a prop de la costa occidental d'illa Devon. Administrativament pertany al territori autònom de Nunavut, Canadà.

## Geografia
L'illa de Beechey és una illa molt petita situada a uns 2 km de la costa occidental de l'illa Devon, i a la que uneix, en marea baixa un petit istme. Tanca per la seva part oest la petita badia Erebus i Terror, un excel·lent port natural, abrigada dels corrents i vents de l'oest i del nord. Té una longitud de només 2,5 km i una amplada de 2,1 km, mentre que la seva alçada màxima és de 198 m.
L'illa es troba a la riba septentrional de l'estret de Lancaster i indica l'inici del canal de Wellington.

## Història

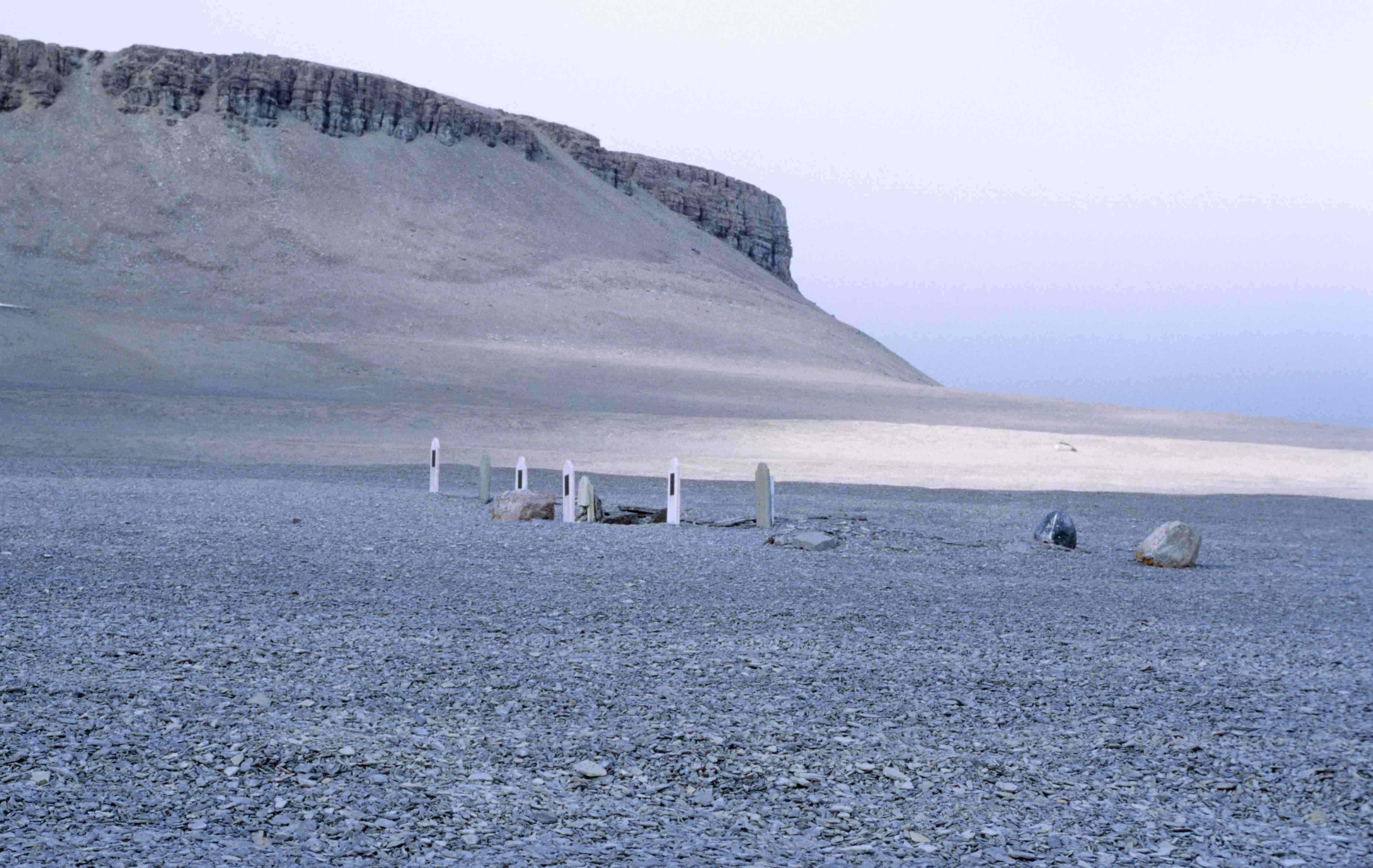
Illa Beechey. Tombes de tres dels membres de l'expedició perduda de John Franklin.

L'illa va ser descoberta el 1819 per l'expedició de William Edward Parry i va rebre el seu nom en honor del llavors tinent Frederick William Beechey (1796-1856), segon de Parry al vaixell HMS Hecla.
L'illa és un indret de diversos esdeveniments molt importants en la història de l'exploració de l'Àrtida. El 1845 l'explorador britànic Sir John Franklin, al comandament d'una nova expedició de recerca del Pas del Nord-oest, amb els vaixells HMS Erebus i HMS Terror, va triar el port protegit de l'illa de Beechey per al seu primer campament d'hivern. Aquesta expedició va desaparèixer i les expedicions de rescat enviades localitzaren el 1851 aquest campament d'hivern. Van trobar un gran túmul de pedra al costat de les tombes de tres membres de la tripulació de Franklin, el suboficial John Torrington, William Braine i John Hartnell; però no van trobar constància escrita o indicació de cap a on tenia previst navegar Franklin la pròxima temporada.
El 18 d'agost de 1853 Joseph René Bellot, un oficial de la marina francesa que participava en les noves recerques de Franklin, es va ofegar a l'estret de Barrow, a poca distància de l'illa. Un memorial de pedra en honor seu va ser erigit a l'illa de Beechey.
A la dècada de 1980, l'antropòleg forense canadenc Owen Beattie va exhumar els tres cossos de la tripulació de Franklin, trobant-se notablement ben conservats. Les autòpsies determinaren que les causes més probables de mort haurien estat una afecció pulmonar o l'enverinament per plom.
El 1979, el govern dels Territoris del Nord-oest va declarar l'illa de Beechey com a "lloc d'importància històrica territorial". Des de 1999 l'illa de Beechey forma part del llavors creat territori autònom canadenc de Nunavut.